# Herb Williams
Herbert L. Williams (ur. 16 lutego 1958 w Columbus) – amerykański koszykarz, występujący na pozycjach silnego skrzydłowego lub środkowego, po zakończeniu kariery zawodniczej trener koszykarski.

## Osiągnięcia
Na podstawie, o ile nie zaznaczono inaczej.

### NCAA
- Uczestnik rozgrywek Sweet 16 turnieju NCAA (1980)
- Wybrany do:
  - II składu Big 10 (1980)[3]
  - III składu All-American (1980 przez Associated Press)

### NBA
- Wicemistrz NBA (1994, 1999)[4]
- Zawodnik tygodnia NBA (6.04.1986)